# Dol pri Vogljah
Dol pri Vogljah este o localitate din comuna Sežana, Slovenia, cu o populație de 87 de locuitori.